# Chaur Fakkan
Chaur Fakkan (arab. خورفكان) – miasto w Zjednoczonych Emiratach Arabskich, w emiracie Szardża, nad Zatoką Omańską; 35 tys. mieszkańców (2006); nowy port handlowy i luksusowy ośrodek wypoczynkowy.